# هلكم (المهرة)

تعديل مصدري - تعديل

هلكم هي إحدى قرى مديرية منعر التابعة لمحافظة المهرة، بلغ تعداد سكانها 113 نسمة حسب تعداد اليمن لعام 2004.